# Jonathan Tehau
Jonathan Tehau (* 9. ledna 1988) je tahitský fotbalový záložník, momentálně hrající za AS Tefana. Jeho bratry jsou Alvin Tehau a Lorenzo Tehau a bratrancem Teaonui Tehau, tahitští fotbaloví reprezentanti.
Dne 17. června 2013 se gólově prosadil v zápase Konfederačního poháru FIFA proti Nigérii (1:6), čímž se stal historicky prvním střelcem Tahiti, jenž se trefil na šampionátu, který pořádá FIFA.